# Matilda của Scotland
Matilda của Scotland (tên rửa tội là Edith, 1080 - 1 tháng 5 năm 1118), là một Vương hậu Anh và là Nữ công tước xứ Normandy. Bà là người vợ đầu tiên của Vua Henry I. Matilda đóng vai trò nhiếp chính của nước Anh trong một số thời điểm khi Henry vắng mặt vào các năm 1104, 1107, 1108 và 1111.
Là con gái của Vua Malcolm III của Scotland và vương hậu Margaret của Wessex, Matilda được giáo dục tại một tu viện ở miền nam nước Anh, nơi dì bà là Christina làm viện trưởng. Năm 1093, Matilda đính hôn với một nhà quý tộc người Anh cho đến khi cha cô và anh trai bà là Edward bị giết trong trận Alnwick (1093). Chú ruột bà là Donald III đã chiếm lấy ngai vàng vương quốc Scotland, gây ra một cuộc xung đột kế vị hỗn loạn. Nước Anh phản đối Vua Donald và ủng hộ anh trai cùng cha khác mẹ của bà là Duncan II lên làm vua của Scotland. Và sau khi Duncan qua đời, người anh trai nhỏ hơn của bà là Edgar lên ngôi vào năm 1097.